# Secaș, Arad
Secaș este un sat în comuna Brazii din județul Arad, Crișana, România.

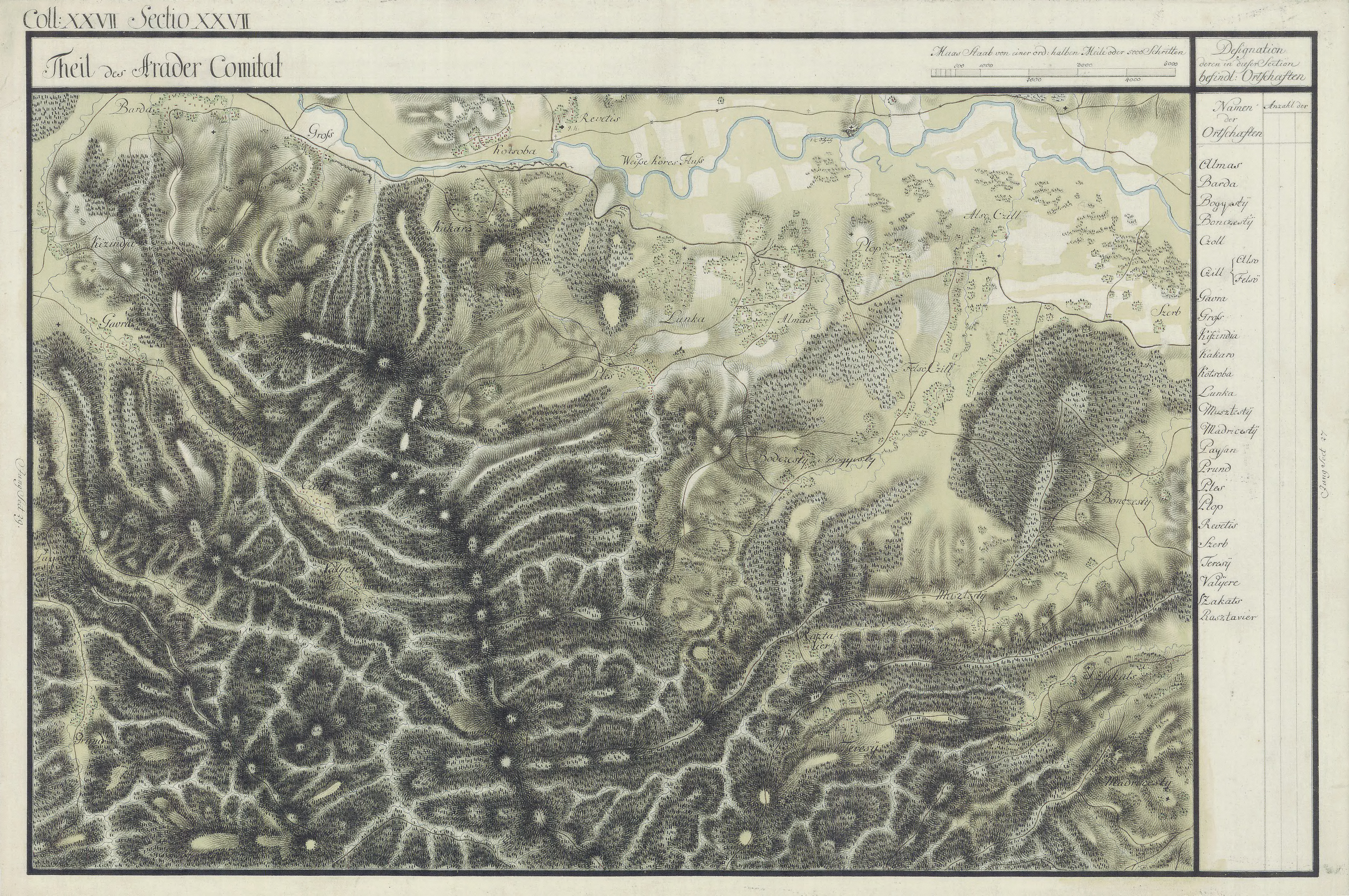
Secaș în Harta Iosefină a Comitatului Arad, 1782-85

Secaș = Sicus = loc lipsit de apă

## Istoric
În 1441 este donat lui Gheorghe Brancovici. Din 1477 intră în domeniul Banffy iar în 1506 face parte din domeniul Hunedoarei. În 1612 aparține domeniului Keresztessy, în 1649 domeniului Beniczky. Intră în 1732 în componența domeniului Mutina. Revine erariului în 1760, care oferă satul spre vânzare în 1819.
În 1755 este menționată existența unei vechi biserici de lemn la Secaș, cu hramul „Sf. Mucenici”, înlocuită în anul 1837 cu biserica actuală edificată din piatră, cu hramul „Podorârea Sf. Duh”.

## Galerie de imagini

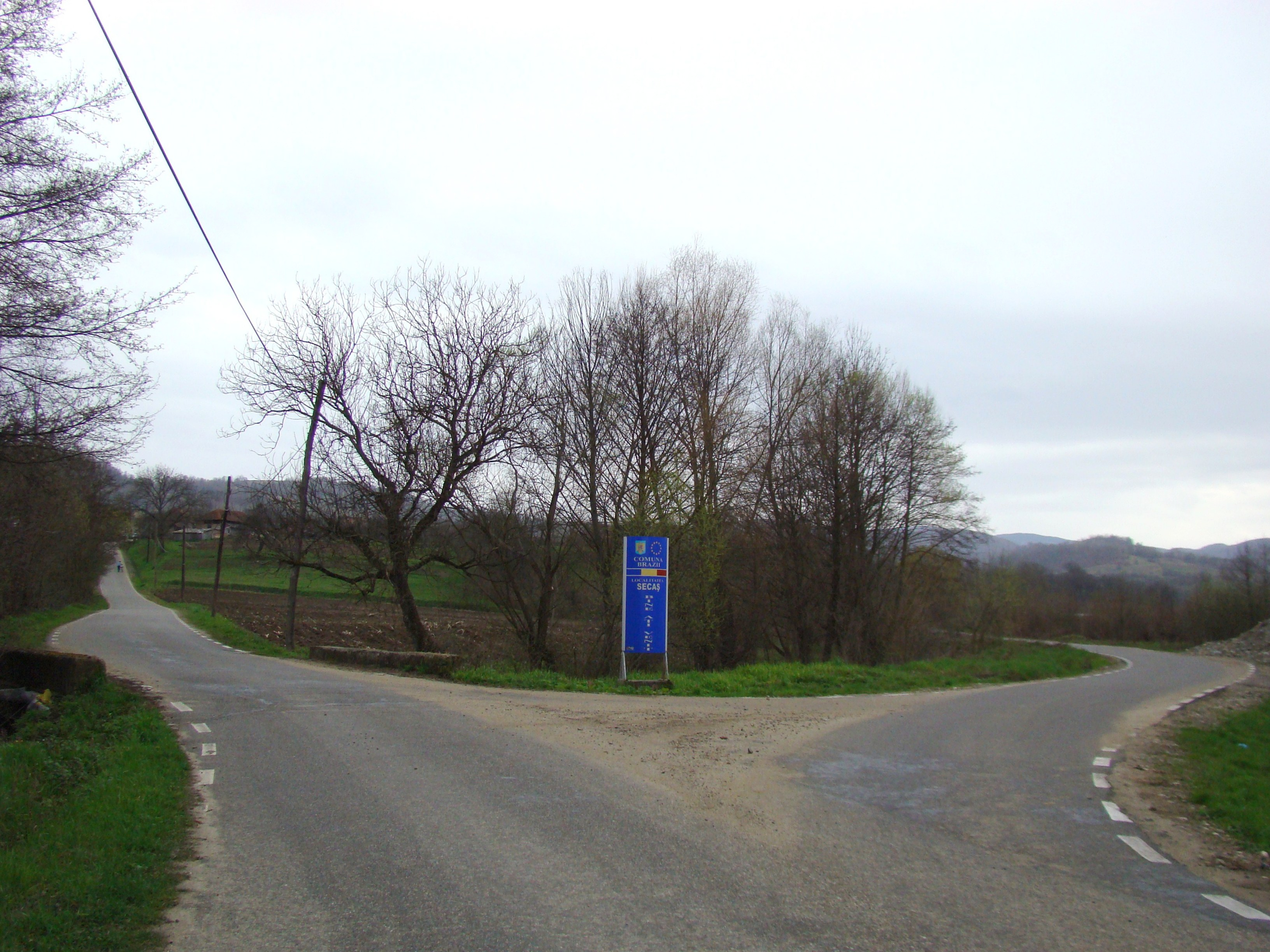
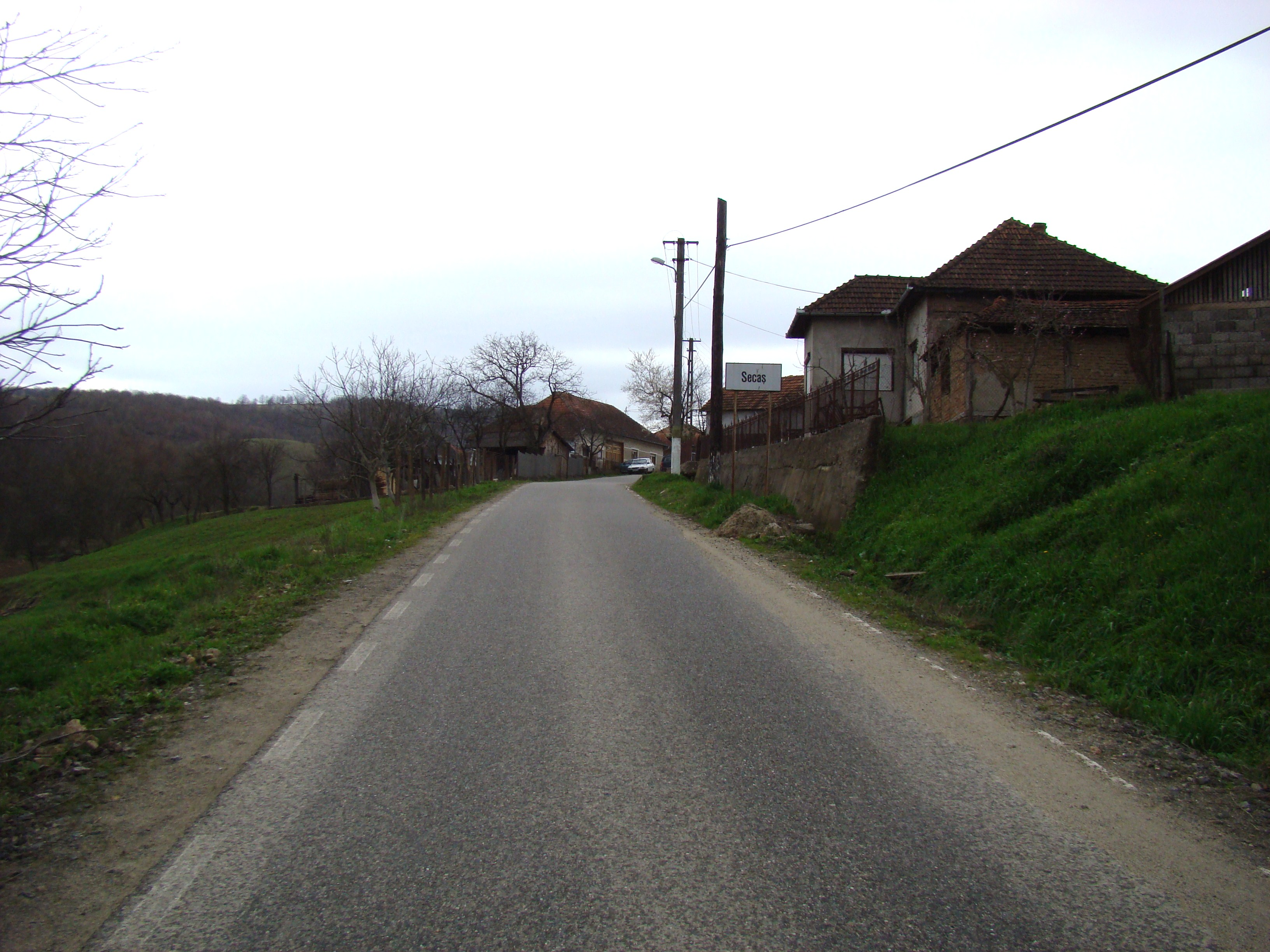
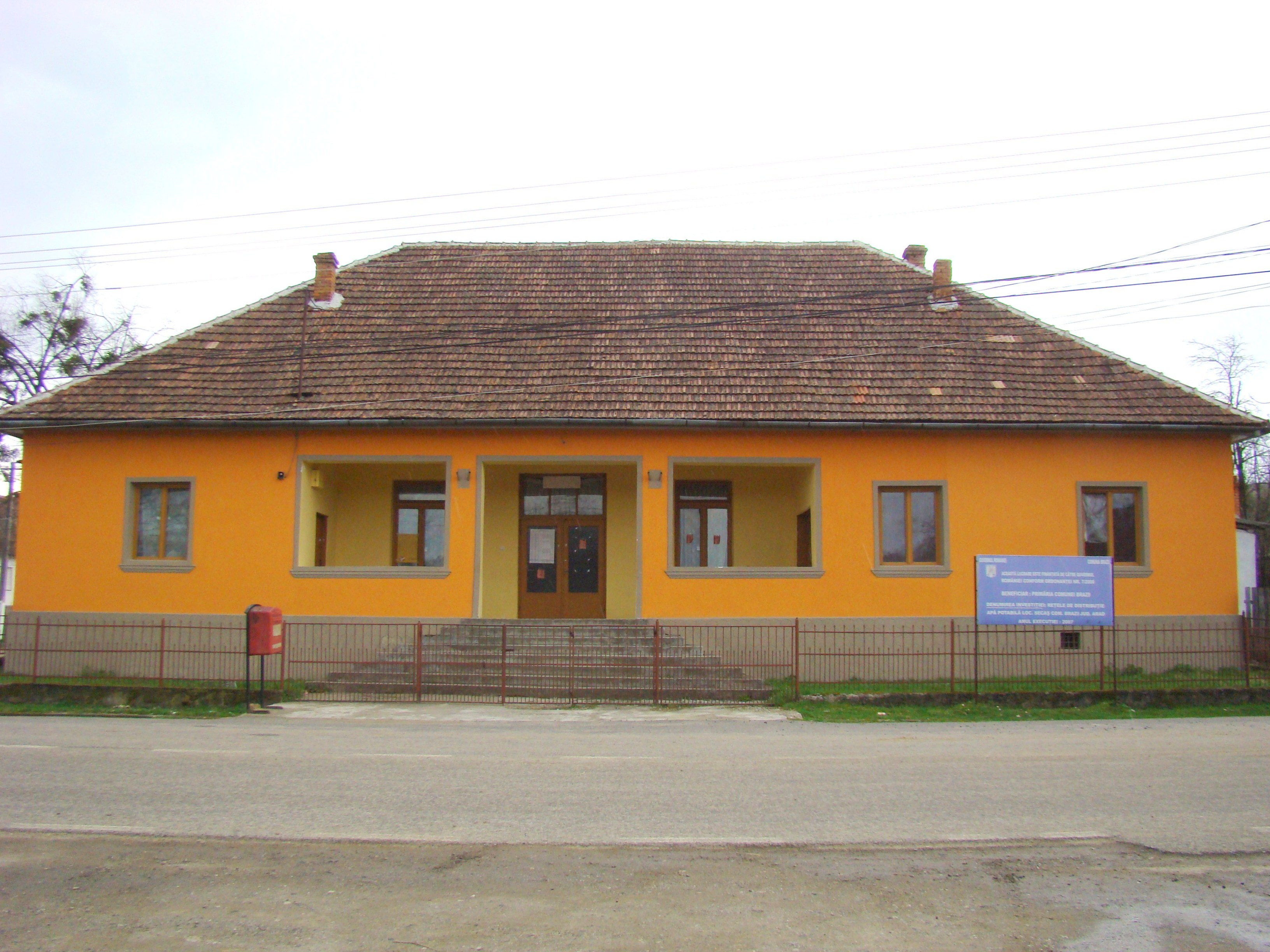
Căminul cultural
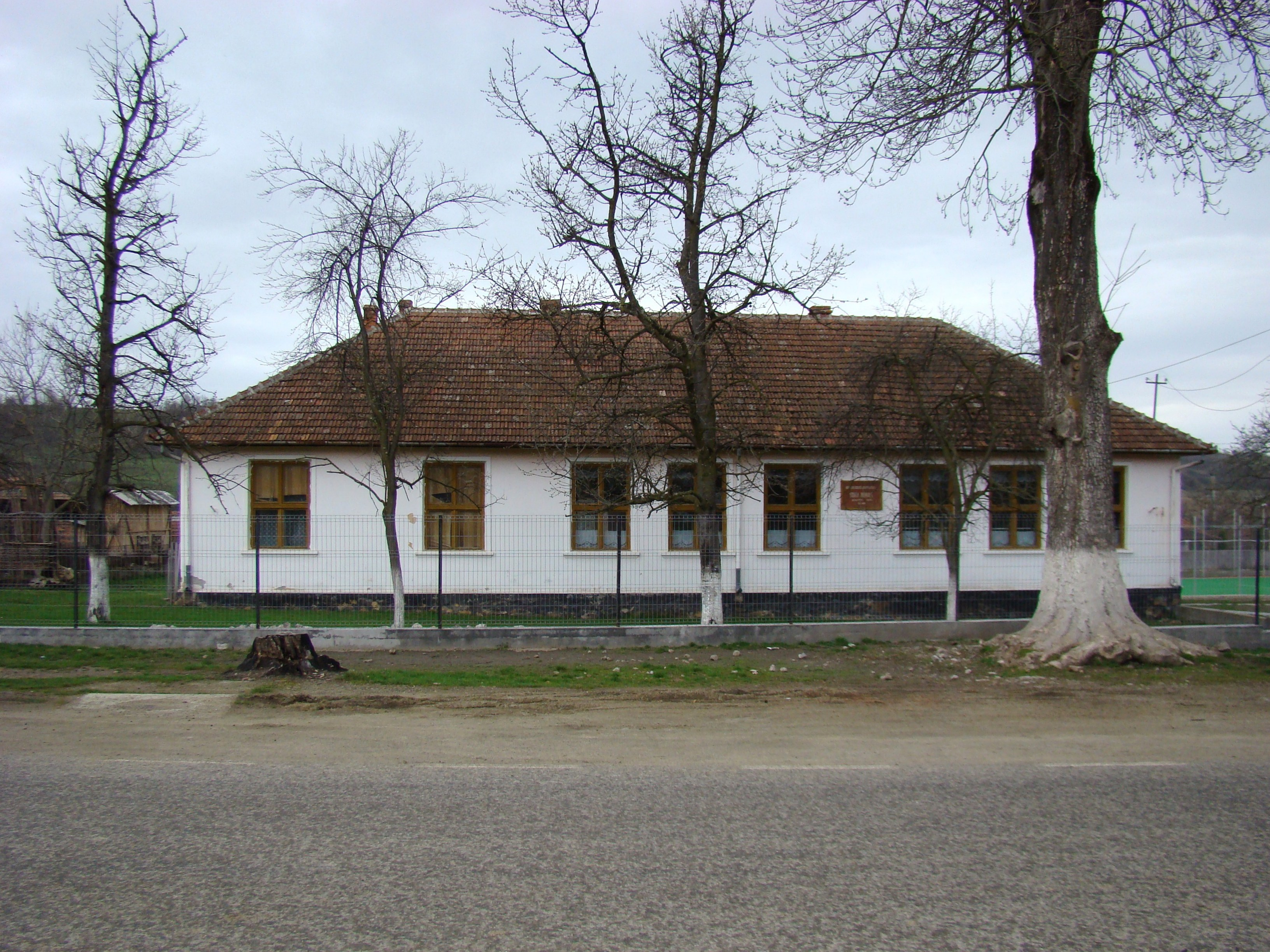
Școala
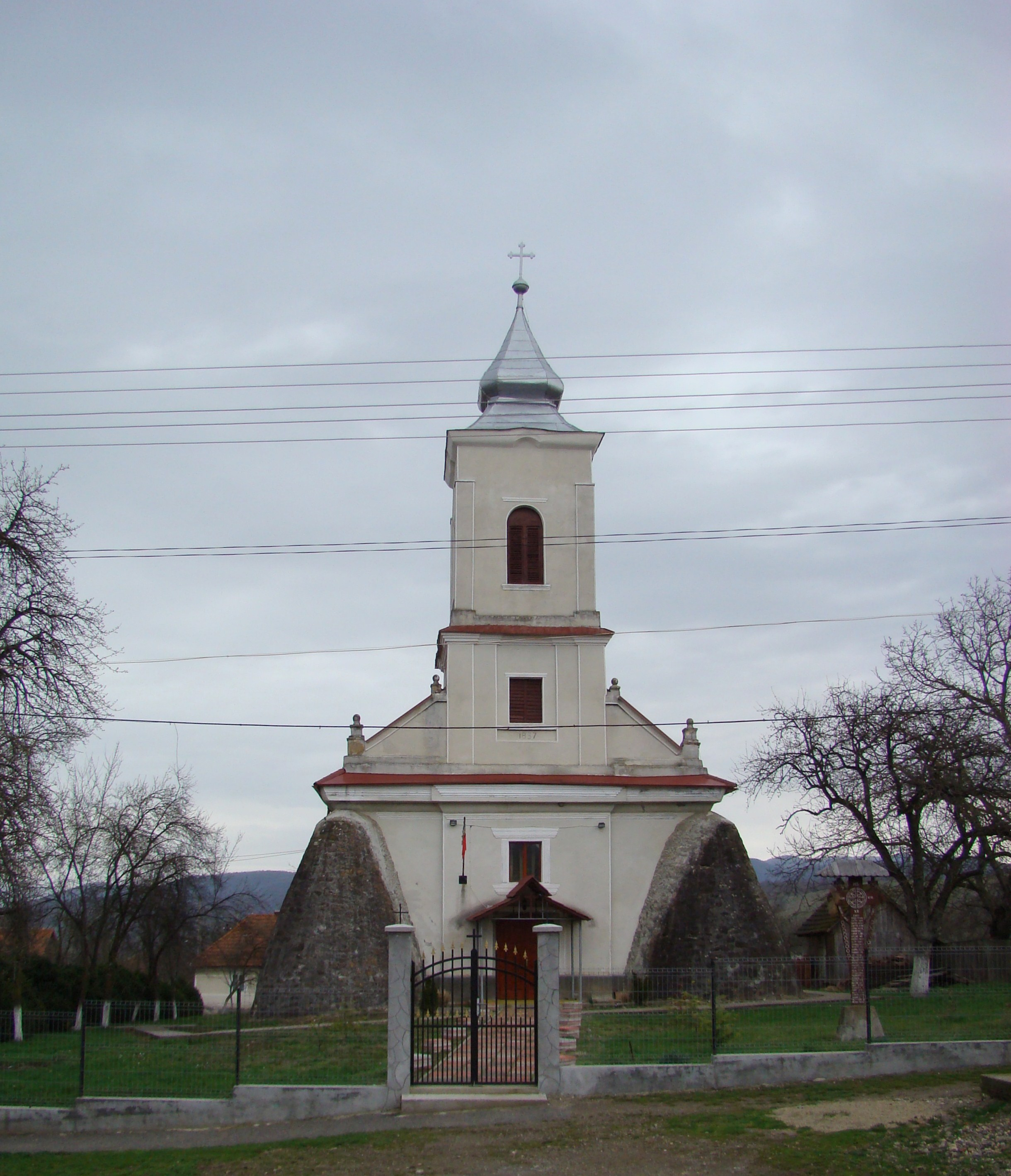
Biserica de piatră cu hramul „Pogorârea Sfântului Duh" care a înlocuit în 1837 vechea biserică de lemn cu hramul „Sfinții 40 de Mucenici"
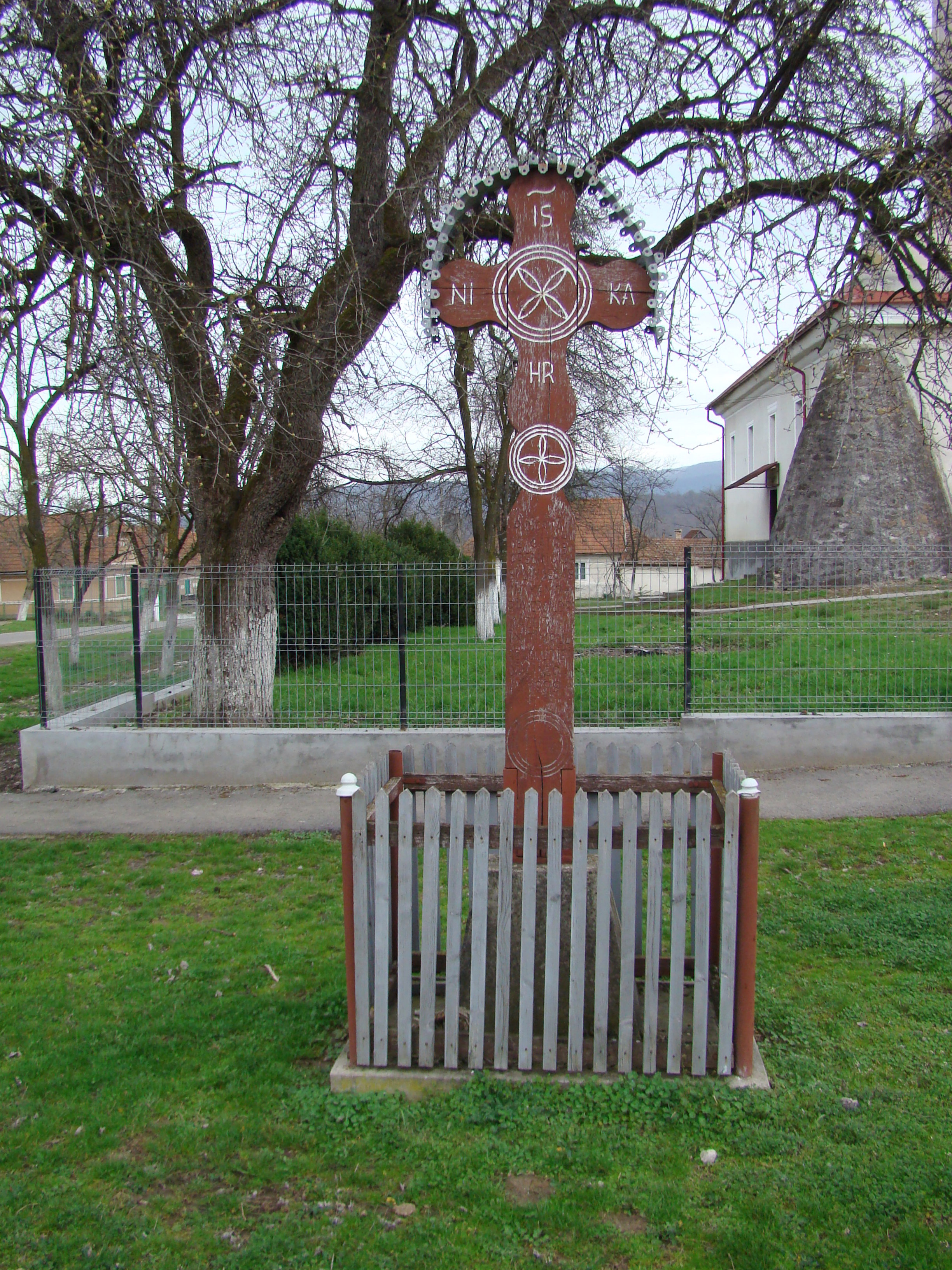
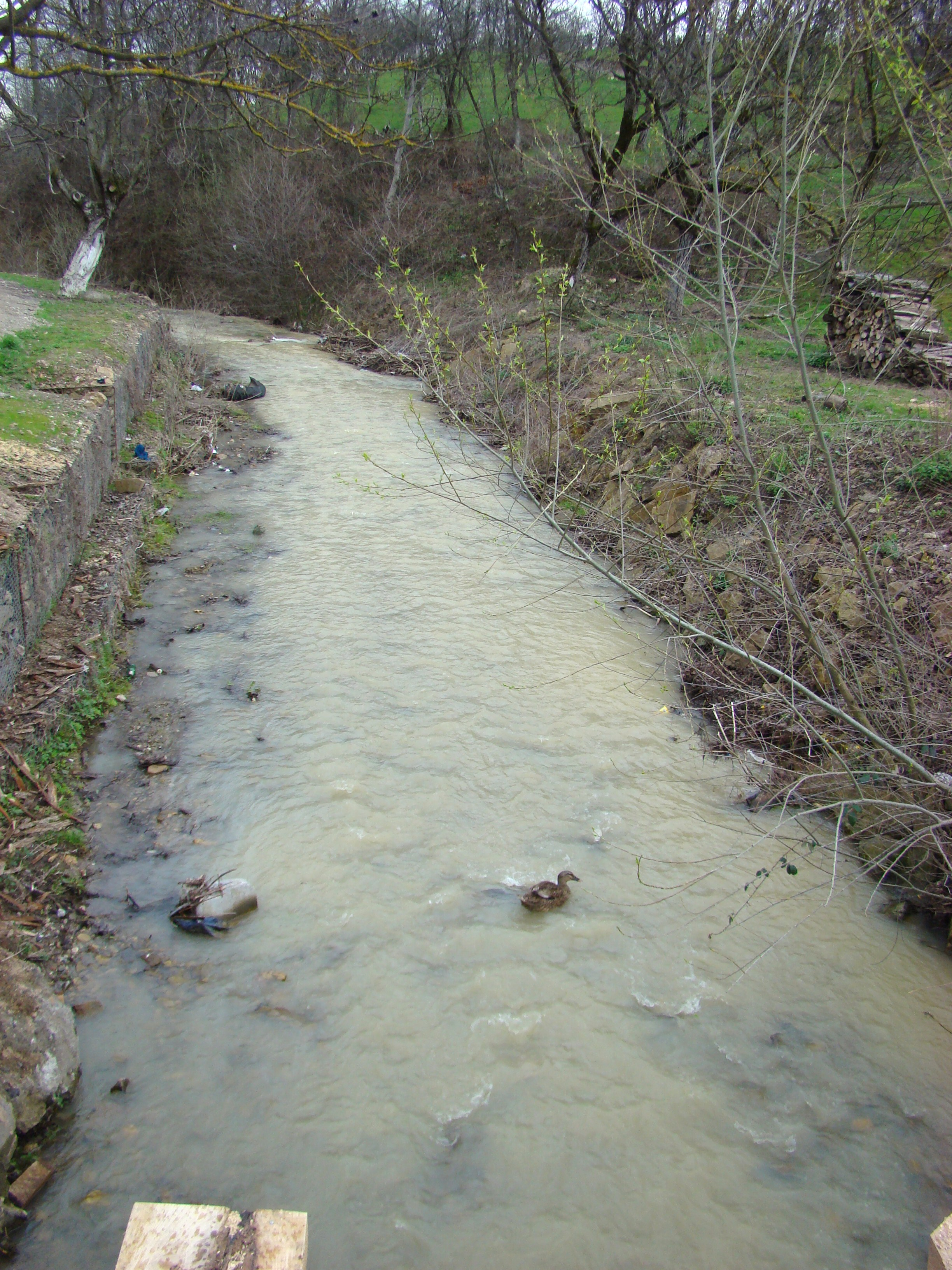
Râul Mărașca
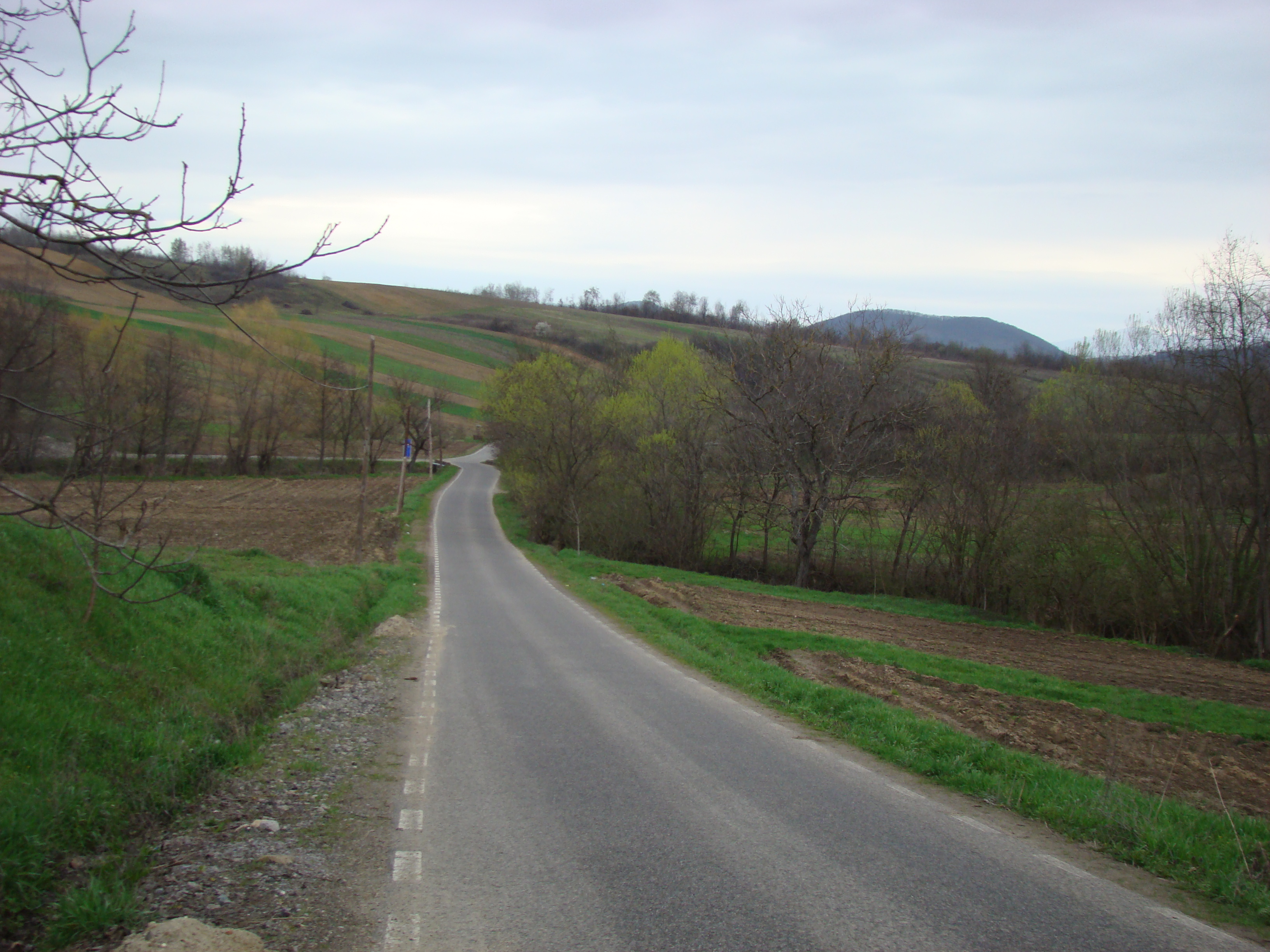